# In It for the Money
Az 1997-es In It for the Money a Supergrass második nagylemeze. A NME az év 10. legjobb albumának nevezte. 1998-ban a Q magazin olvasói minden idők 68. legjobb albumának választották, míg a magazin 2007-es, minden idők 100 legjobb brit albumát felvonultató listáján az 57. lett. Szerepel az 1001 lemez, amit hallanod kell, mielőtt meghalsz című könyvben. Zenéje sokkal fókuszáltabb és ambiciózusabb, mint a debütáló lemezé.

## Az album dalai
|     | Cím                      | Szerző(k)  | Hossz |
| --- | ------------------------ | ---------- | ----- |
| 1.  | In It for the Money      | Supergrass | 3:05  |
| 2.  | Richard III              | Supergrass | 3:13  |
| 3.  | Tonight                  | Supergrass | 3:09  |
| 4.  | Late in the Day          | Supergrass | 4:43  |
| 5.  | G-Song                   | Supergrass | 3:27  |
| 6.  | Sun Hits the Sky         | Supergrass | 4:55  |
| 7.  | Going Out                | Supergrass | 4:16  |
| 8.  | It's Not Me              | Supergrass | 2:56  |
| 9.  | Cheapskate               | Supergrass | 2:43  |
| 10. | You Can See Me           | Supergrass | 3:40  |
| 11. | Hollow Little Reign      | Supergrass | 4:08  |
| 12. | Sometimes I Make You Sad | Supergrass | 2:48  |

## Fordítás
Ez a szócikk részben vagy egészben az In It for the Money című angol Wikipédia-szócikk ezen változatának fordításán alapul.  Az eredeti cikk szerkesztőit annak laptörténete sorolja fel. Ez a jelzés csupán a megfogalmazás eredetét és a szerzői jogokat jelzi, nem szolgál a cikkben szereplő információk forrásmegjelöléseként.